# Sulfon

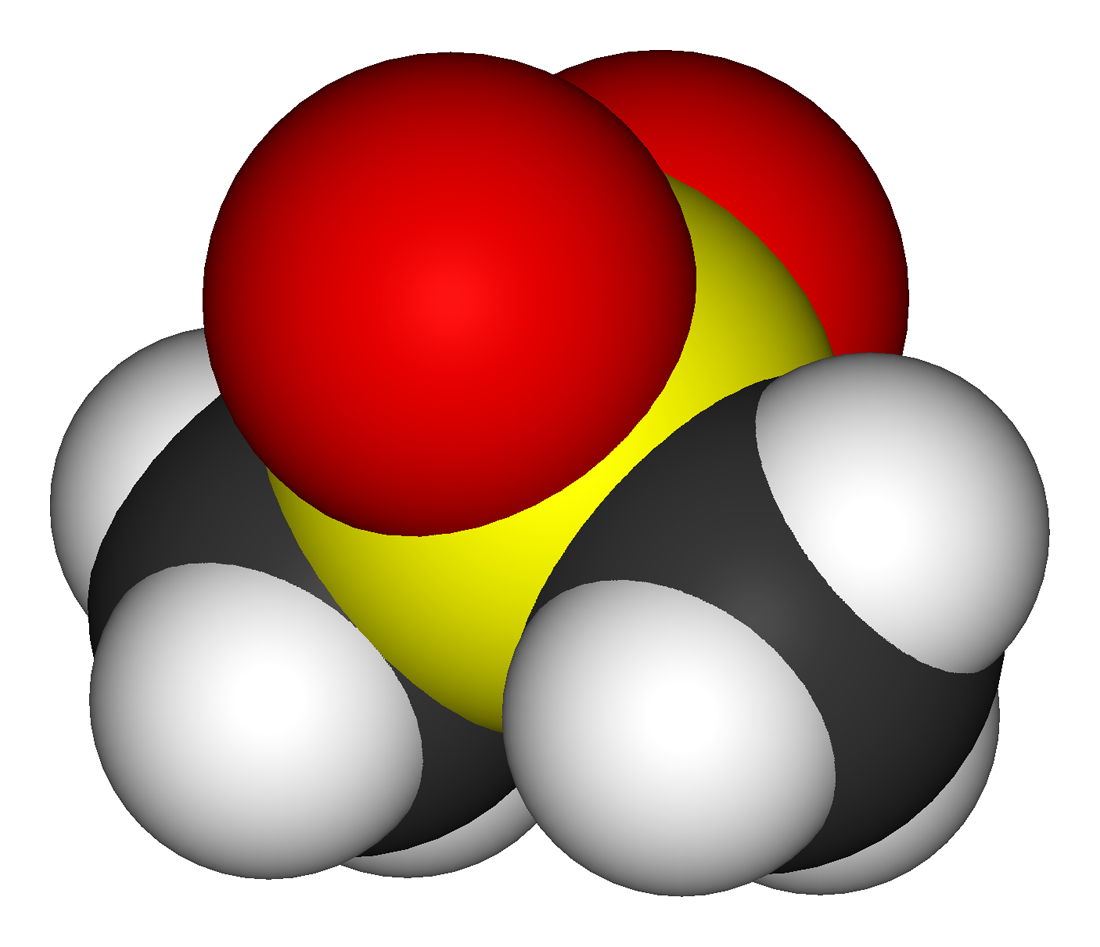
Molekylmodell av di-metyl-sulfon.

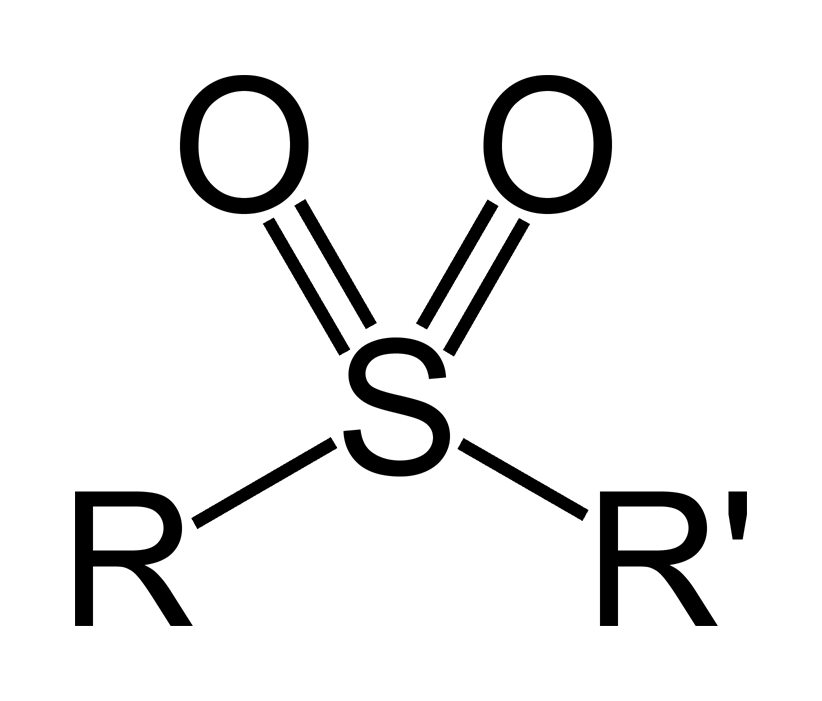
Sulfon

Sulfoner är organiska föreningar innehållande sulfonylgruppen R-S(=O)2-R’, där R och R’ är alkyl- eller arylgrupper. Den centrala sexvärda svavelatomen är dubbelbunden till var och en av två syreatomer och har en enkelbindning till var och en av två kolatomer, generellt i två separata kolvätesubstituenter.

## Framställning

### Genom oxidation av tioetrar och sulfoxider
Sulfoner framställs allmänt genom organisk oxidation av tioetrar, ofta kallade sulfider. Sulfoxider är mellanprodukter i denna process. Till exempel oxiderar dimetylsulfid till dimetylsulfoxid och sedan till dimetylsulfon. Sulfoner är fasta ämnen vid rumstemperatur. De har sura α-väten, dimetylsulfon har pKa = 31,1 .

### Från SO2

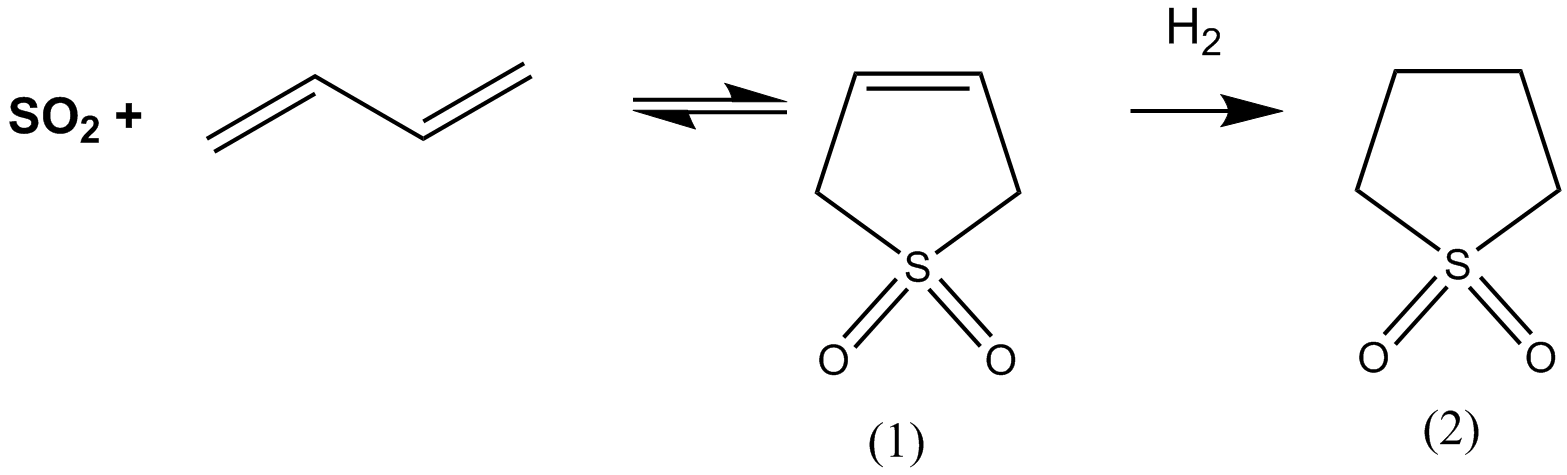
Syntes av sulfolan genom hydrering av sulfolen.

Svaveldioxid är en bekväm och allmänt använd källa för den funktionella sulfonylgruppen. Specifikt deltar svaveldioxid i cykloadditionsreaktioner med diener. Det industriellt användbara lösningsmedlet sulfolan framställs genom tillsats av svaveldioxid till buta-1,3-dien följt av hydrering av den resulterande sulfolenen.

### Från sulfonyl och sulfurylhalider
Sulfoner framställs under förhållanden som används för Friedel-Crafts reaktioner med användning av RSO2+ härledd från sulfonylhalider och sulfonsyraanhydrider. Lewissyrakatalysatorer som till exempel AlCl3 och _FeCl3 krävs.
Sulfoner har framställts genom nukleofil förskjutning av halogenider med sulfinater:
{\displaystyle {\ce {ArSO2Na + Ar'Cl -> Ar(Ar')SO2 + NaCl}}}

### Reaktioner
Sulfon är en relativt inert funktionell grupp, som är svagt basisk (jämfört med sulfoxider). De är ickeoxiderande. I Ramberg–Bäcklund-reaktionen och Julia-olefineringen omvandlas sulfoner till alkener genom eliminering av svaveldioxid.

## Användning
Sulfolan används för att extrahera värdefulla aromatiska föreningar från petroleum.

### Polymerer
Vissa polymerer som innehåller sulfongrupper är användbara tekniska plaster. De uppvisar hög hållfasthet och motståndskraft mot oxidation, korrosion, höga temperaturer och krypning under stress. En del är till exempel värdefulla som ersättning för koppar i tappvarmvattenledningar. Grundmaterial till sådana polymerer är sulfonerna bisfenol S och 4,4′-diklordifenylsulfon.

### Farmakologi

Dapson, ett antibiotikum som används för behandling av spetälska.

Exempel på sulfoner i farmakologi är Dapson, ett läkemedel som tidigare använts som ett antibiotikum för att behandla spetälska, blåsderamtoser, tuberkulos eller pneumocystis pneumoni (PCP). Flera av dess derivat, såsom promin, har på liknande sätt studerats eller faktiskt använts inom medicin, men i allmänhet är sulfoner mycket mindre framträdande i farmakologi än till exempel sulfonamiderna.